# Zottone
Zottone (o Zotto; ... – 591 circa) è stato un condottiero e duca longobardo, primo duca di Benevento dal 571 circa al 591 circa.

## Biografia
Zottone fu il duca longobardo che guidò la prima fase dell'occupazione longobarda nel Mezzogiorno d'Italia, negli anni immediatamente successivi all'invasione della Penisola (568). Fu il fondatore del ducato di Benevento nel 571 e primo duca di Benevento, secondo quanto riportato da Paolo Diacono:
(Paolo Diacono, Historia Langobardorum, III, 33)
Con le sue truppe, penetrò in Campania nell'agosto del 570, affrontando i Bizantini e sconfiggendoli ripetutamente. Si accampò a Benevento, che diventò la capitale del nuovo ducato. Provò a conquistare Napoli, ma fallì e dovette togliere l'assedio nel 581.
Come duca era semi-indipendente, mentre il nord della Penisola era sotto il controllo del re longobardo Autari, che aveva poca influenza nel sud. Si piegò all'autorità reale nel 589.
Morì nel 591 circa e gli successe Arechi I.